# Александър Митровски
Александър (Алекса) Христов Митровски е български строител от края на XIX и началото на XX век.

## Биография
Роден е около 1865 година в дебърското село Себища, тогава в Османската империя, сега в Албания. Родителите му Христо и Евангелия имат четири деца: Александър, Георги, Атанас (Тане) и Босиля. Бащата е строител и тримата му сина поемат по неговия път.
Предполага се, че около средата на 70-те години семейството се преселва в Солун. Синовете учат занаята, а по-късно стават строителни предприемачи. Построяват много сгради, обществени и частни; смята се, че са участвали в строежа или реконструкцията на всички български църкви в Солун и релсовата част на солунския трамвай. С прочутия италиански архитект Виталиано Позели изграждат сградата на османската гимназия (сега Философски факултет на Солунския университет), военното окръжие с казармите, общинската болница, мелницата на братята Алатини, хотелите „Ньоньо“ и „Англетер“. Александър (Алекса) е смятан за най-талантлив от тримата братя. Ходи на гурбет в Цариград.
Първата му съпруга е дебърчанка, след смъртта ѝ се жени за втората си, Евлалия. Тримата братя живеят в собствена триетажна къща в централната част на османския Солун.
За строежите си в Солун е награден от османската власт със „Златен ключ на град Солун“.
Умира преди 1922 година.